# Kanton Villegusien-le-Lac
Villegusien-le-Lac is een kanton van het Franse departement Haute-Marne. Het kanton maakt deel uit van het arrondissement  Langres.  

Het telt 8.757 inwoners in 2018.

Het kanton werd gevormd ingevolge het decreet van 17  februari 2014 met uitwerking op 22 maart 2015.

## Gemeenten
Het kanton Villegusien-le-Lac omvatte bij zijn oprichting 57 gemeenten.

Op 1 januari 2016  werden de gemeenten Heuilley-Cotton en Villegusien-le-Lac samengevoegd tot de fusiegemeente (commune nouvelle)  Villegusien-le-Lac

Op 1 januari 2016  werden de gemeenten Montsaugeon, Prauthoy en Vaux-sous-Aubigny  samengevoegd tot de fusiegemeente (commune nouvelle) Le Montsaugeonnais.
Sindsdien omvat het kanton volgende 54 gemeenten: 
- Aprey
- Arbot
- Auberive
- Aujeurres
- Aulnoy-sur-Aube
- Baissey
- Bay-sur-Aube
- Bourg
- Brennes
- Chalancey
- Chassigny
- Choilley-Dardenay
- Cohons
- Colmier-le-Bas
- Colmier-le-Haut
- Coublanc
- Courcelles-en-Montagne
- Cusey
- Dommarien
- Flagey
- Germaines
- Isômes
- Leuchey
- Longeau-Percey
- Maâtz
- Le Montsaugeonnais
- Mouilleron
- Noidant-le-Rocheux
- Occey
- Orcevaux
- Perrogney-les-Fontaines
- Poinsenot
- Poinson-lès-Grancey
- Praslay
- Rivière-les-Fosses
- Rochetaillée
- Rouelles
- Rouvres-sur-Aube
- Saint-Broingt-les-Fosses
- Saint-Loup-sur-Aujon
- Ternat
- Vaillant
- Le Val-d'Esnoms
- Vals-des-Tilles
- Vauxbons
- Verseilles-le-Bas
- Verseilles-le-Haut
- Vesvres-sous-Chalancey
- Villars-Santenoge
- Villegusien-le-Lac
- Villiers-lès-Aprey
- Vitry-en-Montagne
- Vivey
- Voisines